# Кастелуччи, Тедди
Теодор Росс «Тедди» Кастелуччи (англ. Theodore Ross ‘Teddy’ Castellucci) — композитор музыки к фильмам.

## Биография и признание
В 1983 году окончил Линденхёрстскую высшую школу. Кастелуччи завоевал пять премий BMI Film Music. По большей части он работал над комедийными проектами и какое-то время — постоянным композитором в фильмах с главными ролями актёра Адам Сэндлера, пока работу над музыкой в картинах не стал выполнять Руперт Грегори-Уильямс. Кастелуччи появлялся на экране в качестве гитариста музыкальной группы в фильме «Певец на свадьбе» и его фамилия была дана второстепенным персонажам как в «Певец на свадьбе», так и в «Большой папа».

## Композиторские работы
- 2011 — College Sucks
- 2006 — Моя супер-бывшая / My Super Ex-Girlfriend
- 2006 — Шалун / Little Man
- 2006 — Поцелуй на удачу / Just My Luck
- 2005 — Всё или ничего / The Longest Yard
- 2005 — Отскок / Rebound
- 2004 — Белые цыпочки / White Chicks
- 2004 — 50 первых поцелуев / 50 First Dates — награждена премией BMI
- 2003 — Date or Disaster
- 2003 — Управление гневом / Anger Management
- 2003 — Дочь моего босса / My Boss’s Daughter — награждена премией BMI
- 2002 — Миллионер поневоле / Mr. Deeds — награждена премией BMI
- 2002 — Восемь безумных ночей / Eight Crazy Nights
- 2002 — Репли-Кейт / Repli-Kate
- 2001 — Животное / The Animal
- 2001 — Спросите Синди / Good Advice
- 2000 — Как жениться на миллиардерше (ТВ) / How to Marry a Billionaire: A Christmas Tale
- 2000 — Меткий бросок (ТВ) / Alley Cats Strike
- 2000 — Никки, дьявол-младший / Little Nicky
- 1999 — Мужчина по вызову / Deuce Bigalow: Male Gigolo
- 1999 — Большой папа / Big Daddy — награждена премией BMI
- 1998 — Певец на свадьбе / The Wedding Singer — награждена премией BMI

## Актёрские работы
- 1998 — Певец на свадьбе / The Wedding Singer — роль Робби Харта, музыканта группы